# Moacyr Gomes da Costa
Moacyr Gomes da Costa (Caicó, 07 de junho de 1927 – Natal, 5 de maio de 2022) foi um arquiteto brasileiro, principal nome da arquitetura moderna no Rio Grande do Norte.

## Biografia
Nascido em Caicó, filho de um promotor público, originário de Taipu-RN e de mãe natalense. Mudou-se para Natal ainda com 2 meses de idade, devido a transferência pelo ofício de seu pai. Foi aluno do Atheneu Norte-Riograndense, começou a trabalhar aos 17 anos; por ser bom datilógrafo e falar inglês, foi selecionado para trabalhar na Base Aérea de Natal. Em 1946, muda-se para o Rio de Janeiro. Devido ao trabalho e dificuldades de pagar o cursinho, só conseguiu ingressar na faculdade 3 anos depois, concluindo o curso em 1954 na Faculdade Nacional de Arquitetura, da então Universidade do Brasil, atual Universidade Federal do Rio de Janeiro. Iniciou seus trabalhos na empresa de engenharia do tio no Rio de Janeiro, mas cansado de sempre projetar edifícios de apartamentos, resolveu retornar ao Rio Grande de Norte, com a proposta de desenvolver mais ideias e explorar a diversidade da arquitetura.

## Obras
Interessado em arquitetura desportiva, após ver a construção do Maracanã, Moacyr propõe como Trabalho de Conclusão de Curso, um projeto intitulado "Complexo Olímpico de Lagoa Nova", o que viria a ser realizado parcialmente anos depois com a construção do Estádio João Machado - Machadão e o  Ginásio Poliesportivo Humberto Nesi - Machadinho. 

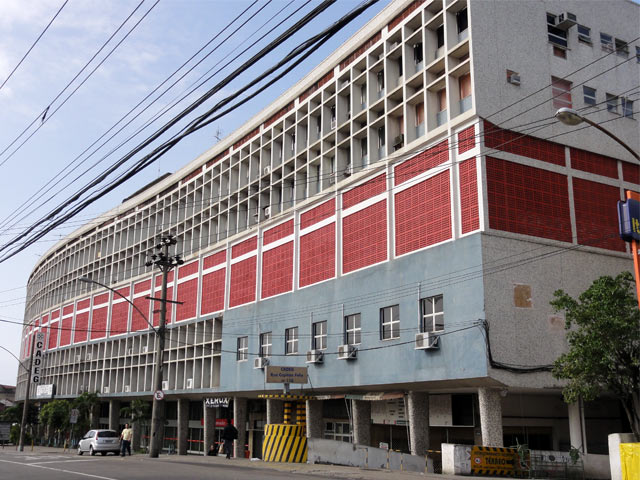
Visão atual do Centro de Abastecimento do Estado da Guanabara-CADEG

Seu primeiro destaque na arquitetura moderna, foi quando junto com seu colega de faculdade, Vítor Artese, vence o concurso para projetar um novo mercado público para o Rio de Janeiro, o Centro de Abastecimento do estado da Guanabara - CADEG. Na época, foi considerado a terceira maior obra do Brasil em volume de concreto armado, perdendo apenas para o estádio do Maracanã e a Hidrelétrica de Furnas. Atualmente a obra é tombada Patrimônio Oficial Público do Rio de Janeiro.

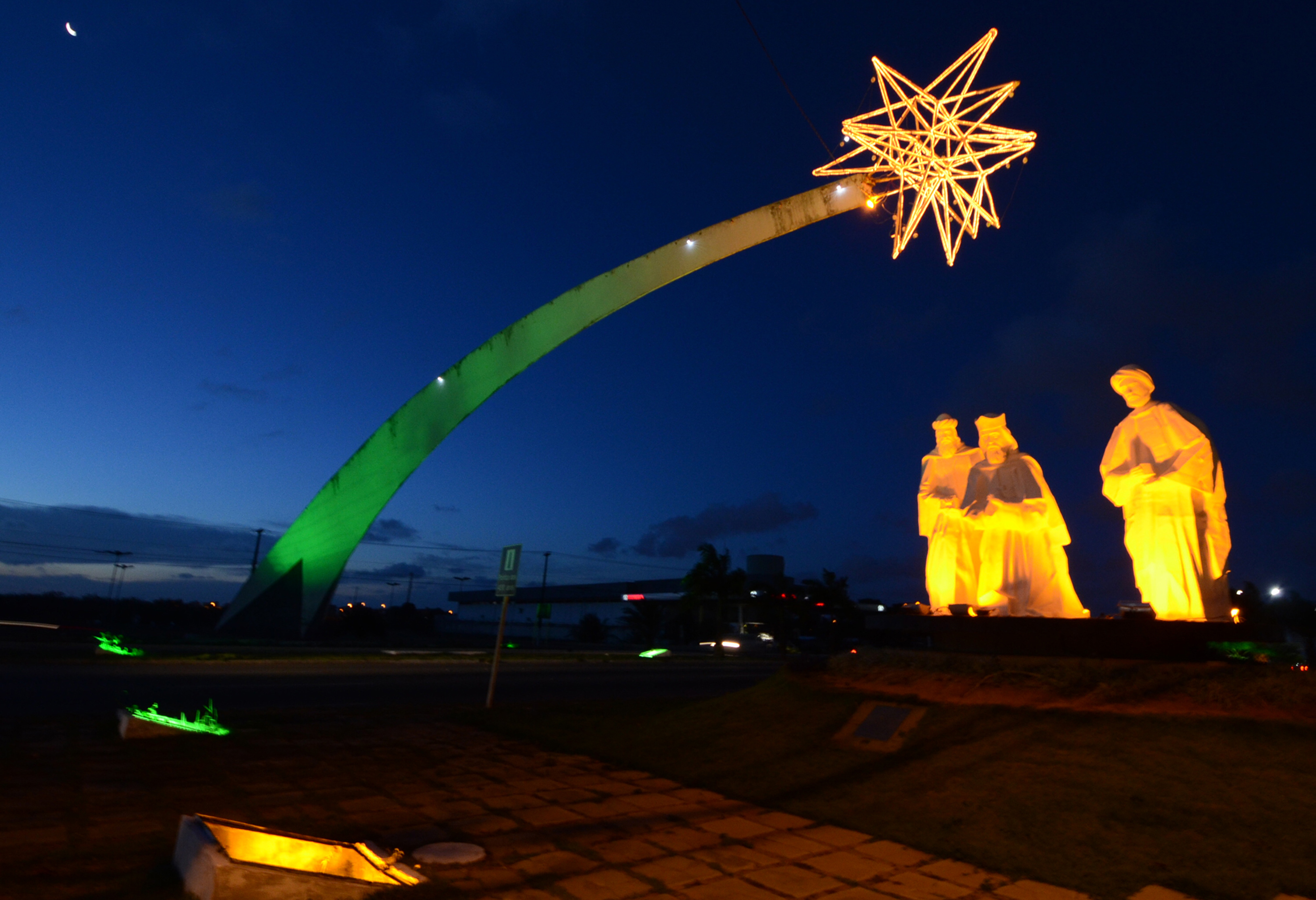
Na imagem, o Pórtico dos Reis Magos, obra de Moacyr Gomes da Costa em parceria com o arquiteto Eudes Galvão Montenegro

Retornando ao Rio Grande do Norte, foi responsável por grandes obras públicas, como o Instituto de Educação de Mossoró (atual Centro Educacional Jerônimo Rosado); Instituto de Educação de Caicó (atual Centro Educacional José Augusto); Hotel Vila do Príncipe em Caicó; Cine CID em Mossoró (atual Teatro Lauro Monte Filho); 

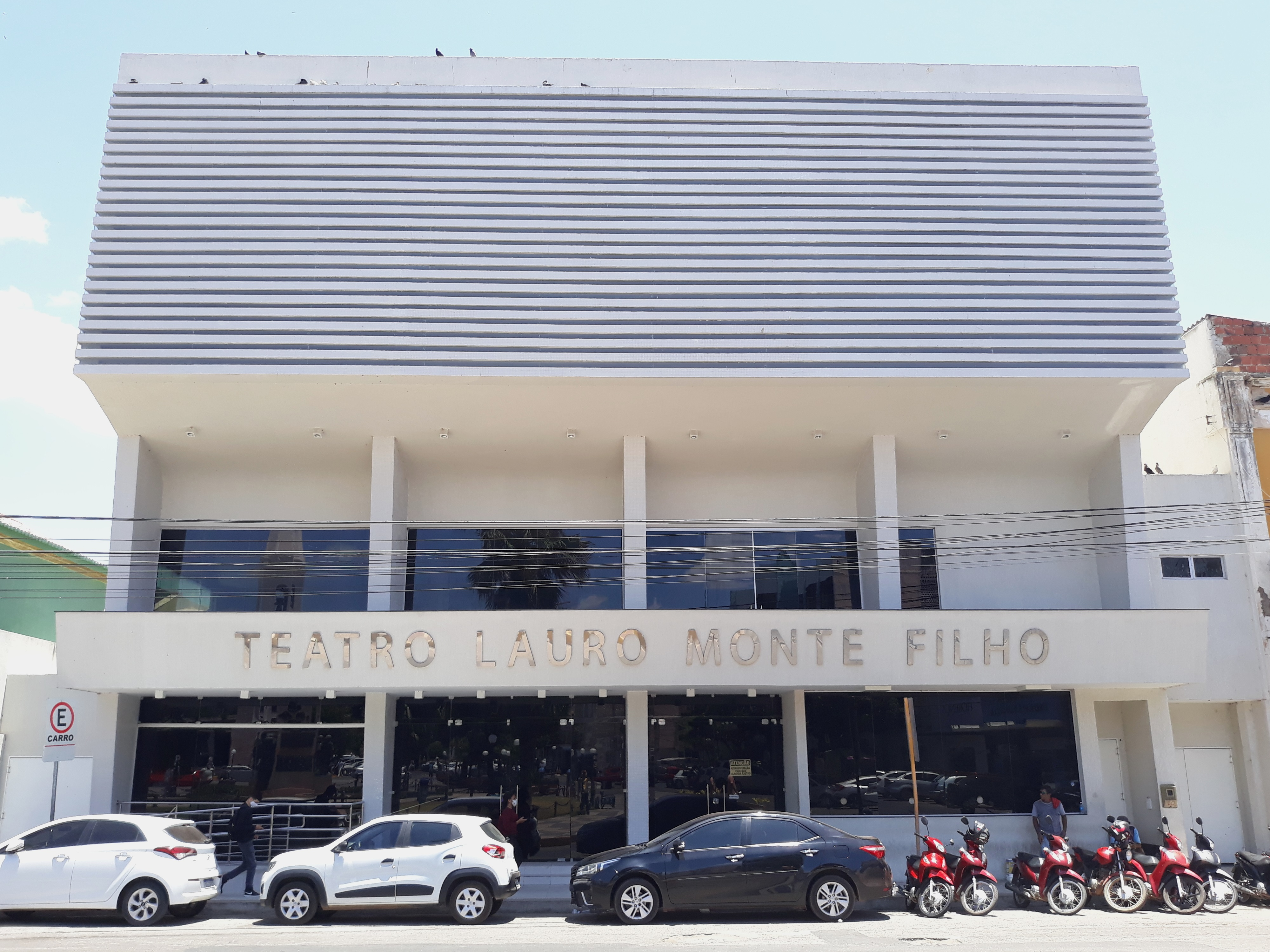
Prédio do Antigo Cine CID

 Central de Abastecimento de Água e Aeroclube em Currais Novos; Edifício do SESC Ribeira em Natal; A sede da AABB Natal; Biblioteca Pública Estadual Luís da Câmara Cascudo; Com o escritório PLANARQ projetou o Edifício Sede do IPE - Instituto de Previdência do Servidores do Estado do RN, Edifício Sede do DER-RN – Departamento Estadual de Estradas de Rodagem, e do Edifício Barão do Rio Branco, todos em Natal. Em parceria do o arquiteto Ubirajara Galvão projetou o Edifício Sede da Mineração Tomaz Salustino - atual CREA RN, em Natal; O complexo SESI/SENAI; Edifício Sede da COSERN; Edifício Sede dos Órgãos Fazendários da Amazônia em São Luís no Maranhão, além do Centro Administrativo do Governo do Estado do Rio Grande do Norte em Natal. E mais recentemente o Ginásio Poliesportivo Nélio Dias.

## Morte
Moacyr morreu no dia 5 de maio de 2022. Ele enfrentava graves problemas de saúde e morreu em sua casa enquanto dormia, aos 94 anos.